# Nagygalambfalvi református templom
A nagygalambfalvi református templom a falu északi felében egy dombon emelkedik. A műemléképületet tárnokkal erősített alacsony kőfal övezi, délen és északon egy-egy bejáró látható. 

## A templom története
A település első írásos említése a korabeli dokumentumok szerint 1333-ra tehető, ahol villa Galamb (Salonub) néven szerepelt. Az 1334-es pápai tizedjegyzékben már villa Galomb formában említették.
1459-ben Galambfalva néven jegyezték be, az 1570-es regestrumban Nagy Galombfava néven 31 kapuval jelent meg, 1602-ben Nagy Galambfalva volt a neve.
1333-ban már plébániatemploma volt, abban az évben a pápai tizedjegyzék szerint 6 banálist fizettek, 1334-ben pedig 4 banálist róttak ki.
A templom építési ideje a román kori stíluselemek szerint, a 13-14. század fordulójára tehető. A hajója is ugyanabban a korban készült, de az átmeneti gótika jelei is fellelhetők rajta.
Az átmeneti stílusban készült templom hajója ma is áll, szentélye pedig még felkutatásra vár. Az első építéskor egyszerű késő román alaprajzi forma mellett kora gótikus nyíláskereteléseket alkalmaztak.
Nagygalambfalva templomának második építési szakasza már az érett gótika idejére esik. Akkor sokszögzáródású, támpillérsoros, bordás keresztboltozatú szentély épült, amely a lándzsaíves ablakok, a bordaprofilok, az Anjou-liliomos címerpajzs tanúsága szerint a 14. század közepén készült el.
A harmadik, késő gótikus építkezési szakasz idején, a 15. század második felében, vagy a 16. század elején a hajó kapott boltozatot. Abban az építési szakaszban magasíthatták a már korábbról meglévő tornyot, kőkeretes ablakokkal látták el, a sekrestyeajtó szemöldökgyámos kőkerete is akkor készült. A legutóbbi renoválás alkalmával tett megfigyelések alapján egy nyugati karzat létezhetett.
A templomot 1666-ban és 1674-ben javították. A hajó nagyobb átalakítását 1758-ban végezték, 1788-ban újra javítást végeztek.
A hajó boltozatát 1789-ben kazettás mennyezettel helyettesítették. 1816-ban a diadalívet lebontották, a szentély bordás boltozatát szintén kazettás mennyezet váltotta fel.
A torony több szakaszban épült, második szintje csúcsíves, a gótikus korban készült, a legfelső szintjét 1860-ban toldották hozzá.
Régi, 1664-ben készült harangját az első világháborúban elvitték, feliratát azonban megőrizték:
”GLÓRIA IN EXCELSIS DEO AD SANCTOS CULTUS CLAMO CAMPANA, VENITE VENITE AD ME OMNE QUI FATIGATI ET ONERATI ESTIS, ET EGO FA, UT RE. 1664.”
A másik harang 1793-ból származik.
Az 1970-ben egy restaurálás alkalmával falképeket tártak fel, amelyek a 14. században készültek.

## A templom leírása

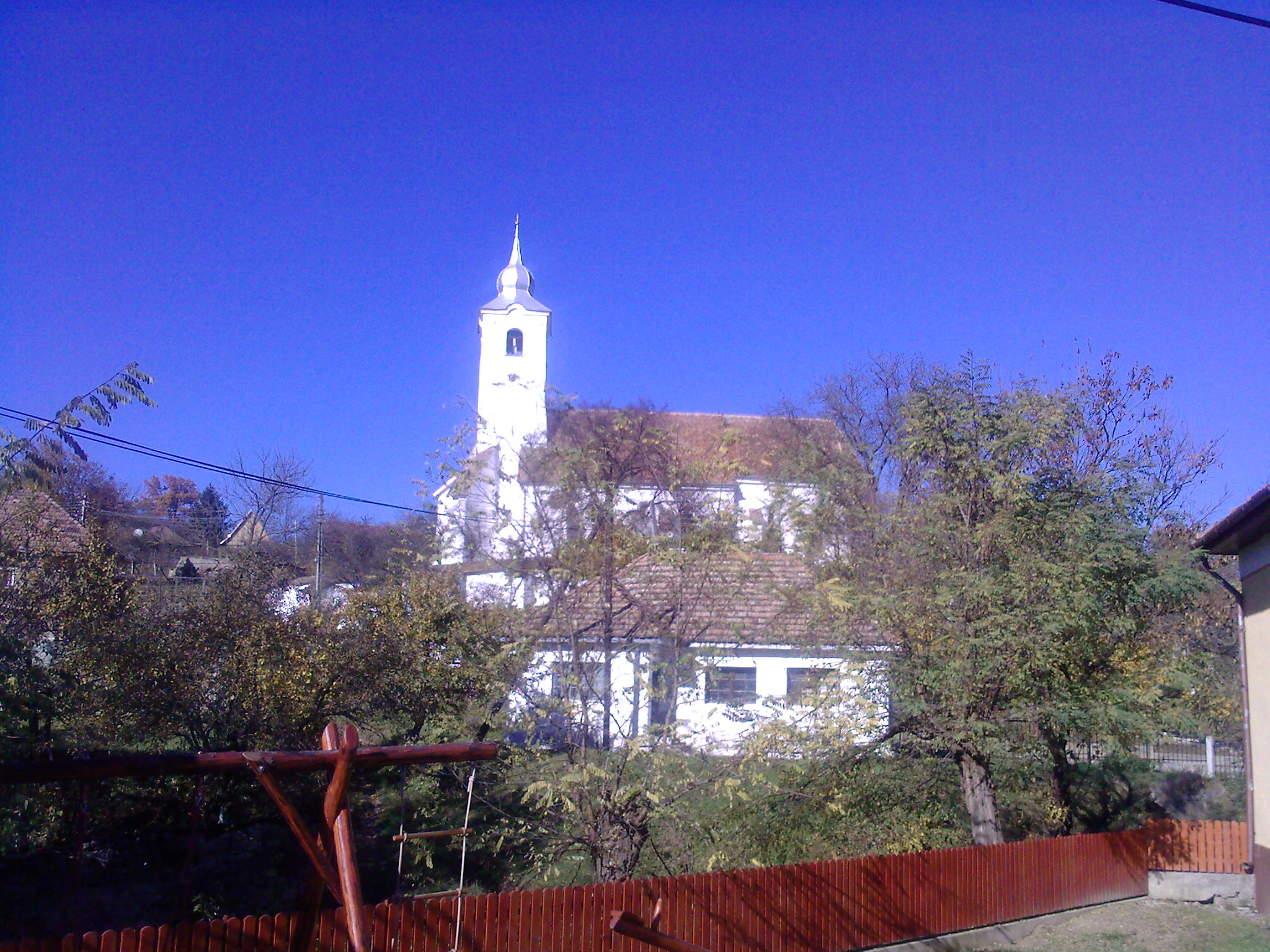
A nagygalambfalvi református templom

A cinterem közepében emelkedő keletelt, hármas térfűzésű középkori templom több szakaszban épült. A szentély fala magasabb a hajónál és tengelye délre hajlik, a nyugati részén a későbbi átépítések is nyomot hagytak.
A templom hajóján román kori stíluselemek láthatók, de az átmeneti gótika jelei is felfedezhetők. Erre utalnak az ajtó- és ablakkeretek, a második építési korba tartozó sokszögzáródású, bordás keresztboltozatú szentély, a sekrestye ajtójának szemöldökgyámos kerete, amelyről a bordatöredékek tanúskodnak. A déli bejárat mellett négy szakaszra osztott hálóboltozat, valamint a csúcsíves ablakok szintén azt a kort idézik.
Az Anjou-liliomos címerpajzs a 14. századi építkezésből való.
A déli kapu feletti ablak román kori elemeket őriz.
Az egykori boltozatról a megmaradt bordaindítások, a falpillérek töredékei, a téglabordák darabjai tanúskodnak.
A templom belseje többszöri átalakítás után teljesen elveszítette középkori jellegét.
A szentély északi falába egykor beépített díszes szentségtartó fülke, jelenleg a sepsiszentgyörgyi Székely Nemzeti Múzeumban található. Csúcsíves nyílású fülkéjét kétoldalt csavarmenetes oszlop szegélyezi, a nyílás csúcsa körül és az oszlopok alatt hatszirmú rozetták sorakoznak. A nagydarab kőtömbből faragott fülke eredeti elhelyezésében kiállott a fal síkjából, mivel oldalai is megmunkáltak.
A templomban még néhány középkori kőfaragvány található. Az átalakított sekrestye küszöbköve egyik oldalán ferdén van leszelve, mérete a szentély lábazatköveivel egyező. A szószék kibontott aljából egy minden oldalán megfaragott, mintegy 55 cm hosszúságú, nyolcszögű pillérdarab is napvilágra került. Egy mély hornyolattal faragott töredék a támpillér vízvetőjének készült. A cinterem kerítésfalának egyik később elfalazott fülkéjében négyszögletes hasáb alakú leszelt élű kő látható, amelynek eredeti elhelyezése ismeretlen.
A gótikus töredékeket reneszánsz kőfaragványok egészítették ki, amelyek másodlagos elhelyezésen maradtak fenn. A szószék lábazatánál helyeztek el egy fogrovatos, hullámtagokkal profilált, csak egyik oldalán megmunkált faragványt.
A hajó északi falánál áll a malomkövön nyugvó szószék, amelynek lábazati részében az 1970-ben történt javításkor gótikus és reneszánsz faragványokat találtak.

## A templom falképei

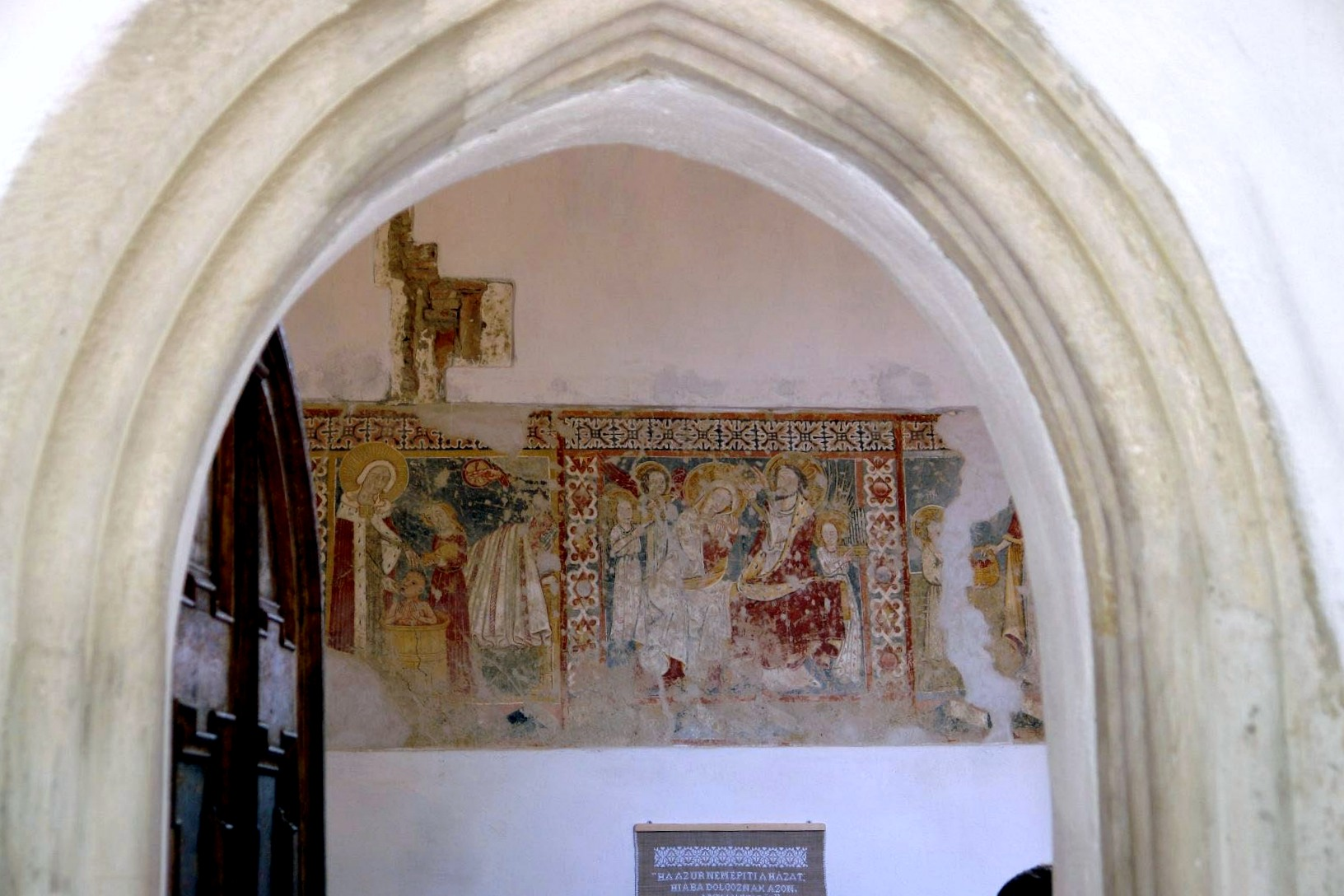
Feltárt falképek

A hajó északi falán a 14. század utolsó negyedében készült freskók láthatók.
Az 1970-ben feltárt falképek közül az első a betegeket ápoló Árpád-házi Szent Erzsébetet ábrázolja. A négyalakos kompozíció jobb oldalán sugaras glóriával, Erzsébet alakja látható, vörös palástja alatt apró piros mintával díszített szürke ruhát visel. Előtte egy beteg ül, akire egy hosszú ruhás lány vizet tölt egy korsóból. A kép másik oldalán egy ágyban fekvő alakja körvonalazódik, fölötte felhőből alányúló, glóriás Istenkéz látszik.
A második kép Mária megkoronázása Krisztus és angyalok környezetében. Az ötalakos kompozíció középpontjában a korona alatt fejét lehajtó Mária ül, kezét ölében pihenteti, fejét és testét fehér köpeny fedi, alatta vörös színű ruhát visel. Mellette a feléje forduló, ülő Krisztus alakja látszik, akinek glóriáját levélszirmokká alakított sugarak alkotják. A fő alakot zenélő angyalok veszik körül, jobbra két glóriás, kiterjesztett szárnyú angyal, az egyik hegedűt, a másik lantot tart a kezében. A kép bal oldalán kilencsípú orgonán játszó angyal látható, az orgonasípok emelkedő sora kilép a keretdíszre. A jelenet háttere sötétkék.
A harmadik kép Szent Dorottyát ábrázolja, amint kosarat nyújt a glóriás Jézus felé. A falkép a mellette lévő repedés miatt sérültebb az előbbieknél. A háttér felső fele világoskék, alsó része okker és szürke. A rózsaág, Dorottya palástjának szegélye és cipője a belső keretvonalon túlra nyúlik.
Mindhárom jelenet nagyon jól komponált, a díszes keretbe foglalt mezőket az alakok teljesen kitöltik.

## Külső hivatkozások
- Képek a templomról a www.erdely-szep.hu honlapon